# Joan Van Ark
Joan Van Ark (New York, 16 giugno 1943) è un'attrice statunitense.
Nota per l'interpretazione di Valene Ewing personaggio interpretato inizialmente nella serie TV Dallas per alcuni episodi, e poi portato al successo nello spin-off California dal 1979 al 1993.

## Biografia e carriera
Joan Van Ark fa il suo esordio come attrice nel 1967 nella serie televisiva I giorni di Bryan.
Per tutti gli anni '70 interpreta ruoli in alcune delle più note serie TV come Peyton Place (1968), Hawaii squadra cinque zero (1970), Agenzia Rockford (1974-1976), L'uomo da sei milioni di dollari (1976) e Il tenente Kojak (1977), Wonder Woman (1978).
Il primo ruolo rilevante arriva nel 1978, quando viene scelta dal produttore David Jacob per il ruolo di Valene Ewing nella serie Dallas. Valene è la moglie di Gary Ewing, fratello di Bobby (Patrick Duffy) e J.R. (Larry Hagman), nonché madre della pestifera Lucy Ewing (Charlene Tilton). Dopo pochi episodi, il personaggio esce però di scena da quella che da lì a poco sarebbe diventata una serie fenomeno in tutto il mondo, e l'attrice perde così l'occasione di diventare una star internazionale della TV. Tornerà nell'ultimo episodio conclusivo nel 1991.
Nel 1979 gli stessi creatori e produttori di Dallas, visto il successo della serie, decidono di creare uno spin-off, California. L'epicentro della serie è appunto il terzo e meno noto fratello Gary Ewing, e sua moglie Valene. La serie ha una durata decennale e in patria ottiene un buon successo (anche se non ai livelli di Dallas), mentre nel resto del mondo viene sottovalutata (in Italia viene trasmessa da Rete 4, ma gli italiani non si affezionano molto a questo ramo della famiglia Ewing). Comunque la serie prosegue fino al 1993 e la Ark resta per tutte le stagioni protagonista assoluta del serial, aggiudicandosi anche 3 Soap Opera Digest Awards (famoso premio dedicato alle soap) come miglior attrice. Quello di Valene resta il ruolo più famoso di tutta la sua carriera.
In seguito, l'attrice riesce a ottenere altri ruoli, soprattutto come guest star in alcune delle serie più famose come Il tocco di un angelo (1996), Willy, il principe di Bel Air (1996), La Tata (1998) e molte altre. Nel 2004 è di nuovo tra i protagonisti di una nota soap americana, Febbre d'amore, dove interpreta per oltre 50 puntate il personaggio di Gloria Abbott, fino al 2005.
Nel ventunesimo secolo ha interpretato alcuni episodi della serie Nip/Tuck (2008-2010) e nel 2013 ha interpretato nuovamente Valene Ewing nel sequel di Dallas trasmesso da TNT con l'omonimo titolo e con i protagonisti originari degli anni '80, quali Larry Hagman, Patrick Duffy e Linda Gray.

## Filmografia

### Cinema
- Frogs, regia di George McCowan (1972)
- The Last Dinosaure, regia di Alexander Grasshoff (1977)
- Gioco duro a Sunset Strip, regia di Walter Grauman (1988)
- Una vita strappata, regia di Michael Miller (1990)
- Vittime innocenti, regia di Matthew Patrick (1993)
- Held for Ransom, regia di Lee Stanley (2000)
- UP, Michigan, regia di Wil Castillo (2001)
- Net Games, regia di Andrew Van Slee (2003)
- Diamond Zero, regia di David Gaz (2005)
- Channels, regia di Nat Christian (2008)

### Televisione
- I giorni di Bryan (Run for Your Life) – serie TV, episodi 3x11-3x12 (1967)
- Squadra speciale anticrimine (The Felony Squad) – serie TV, episodio 3x01 (1968)
- Peyton Place – soap opera (1968)
- Bonanza – serie TV, episodio 10x15 (1969)
- Il grande teatro del West (The Guns of Will Sonnett) – serie TV (1969)
- Il tempo della nostra vita (Days of Our Lives) – soap opera (1970)
- Hawaii Squadra Cinque Zero (Hawaii Five-O) – serie TV (1970)
- Mistero in galleria (Night Gallery) – serie TV (1972)
- Agenzia Rockford (The Rockford Files) – serie TV (1974-1977)
- L'uomo da sei milioni di dollari (The Six Million Dollar Man) – serie TV (1976)
- Kojak – serie TV (1977)
- Dallas – serie TV (1978-1991)
- California (Knots Landing) – serie TV (1979-1993)
- Love Boat (The Love Boat) – serie TV (1979-1984)
- Il tocco di un angelo (Touched by an Angel) – serie TV (1996)
- Willy, il principe di Bel Air (The Fresh Prince of Bel-Air) – serie TV (1996)
- La tata (The Nanny) – serie TV (1998)
- Le tenebrose avventure di Billy e Mandy (The Grim Adventures of Billy & Mandy) – serie TV (2004)
- Febbre d'amore (The Young and the Restless) – soap opera (2004-2005)
- Nip/Tuck – serie TV (2008-2010)
- My Name is Earl – serie TV (2009)
- Dallas – serie TV (2013)

## Doppiatrici italiane
- Ada Maria Serra Zanetti in Frogs
- Alba Cardilli in Dallas (1ª voce)
- Aurora Cancian in Dallas (2ª voce)
- Serena Spaziani in California (st. 1-3)
- Manuela Andrei in California (st. 4-9)
- Silvia Pepitoni in La tata
- Monica Pariante in Febbre d'amore

## Riconoscimenti

### Emmy Awards
Nomination:
- Miglior programma TV, per CBS Tournament of Roses Parade (1985)

### Soap Opera Digest Awards
Vinti:
- Miglior attrice protagonista in una soap opera, per California (1986)
- Miglior attrice protagonista in una soap opera, per California (1988)
- Miglior attrice protagonista in una soap opera, per California (1989)

Nomination:
- Miglior attrice protagonista in una soap opera, per California (1991)